# Округ Грин (Арканзас)
Округ Грин (енгл. Greene County) је округ у америчкој савезној држави Арканзас. По попису из 2010. године број становника је 42.090. Седиште округа је град Paragould.

## Демографија
Према попису становништва из 2010. у округу је живело 42.090 становника, што је 4.759 (12,7%) становника више него 2000. године.
| Група             | 2000.          | 2010.          |
| Белци             | 36.145 (96,8%) | 40.166 (95,4%) |
| Афроамериканци    | 48 (0,1%)      | 233 (0,6%)     |
| Азијати           | 64 (0,2%)      | 108 (0,3%)     |
| Хиспаноамериканци | 434 (1,2%)     | 901 (2,1%)     |
| Укупно            | 37.331         | 42.090         |